# Trissodon subopacus
Trissodon subopacus är en skalbaggsart som beskrevs av Gilbert John Arrow 1914. Trissodon subopacus ingår i släktet Trissodon och familjen Dynastidae. Inga underarter finns listade i Catalogue of Life.